# Mike DeWine
Richard Michael (Mike) DeWine (Springfield (Ohio), 5 januari 1947) is een Amerikaanse politicus van de Republikeinse Partij. Sinds januari 2019 is hij de gouverneur van de Amerikaanse staat Ohio. Eerder had hij namens diezelfde staat zitting in het Huis van Afgevaardigden (1983-1991) en de Senaat (1995-2007).

## Biografie
DeWine groeide op in Yellow Springs, een klein dorp in Greene County in Ohio. Na de middelbare school ging hij onderwijswetenschappen studeren aan de Miami-universiteit in Oxford, waar hij in 1969 afstudeerde met een Bachelor of Science. Aansluitend volgde hij aan de Ohio Northern University een rechtenstudie, die hij in 1972 met een Juris Doctor afsloot.
Na zijn studies ging DeWine aan de slag als advocaat en openbaar aanklager in Greene County. Zijn eerste stappen in de politiek zette hij in 1980, toen hij een zetel bemachtigde in de Senaat van Ohio. Hij diende twee jaar als staatssenator.
In 1982 verhuisde DeWine naar Washington D.C., nadat hij was verkozen tot lid van het Amerikaanse Huis van Afgevaardigden. Hij nam er de plaats over van Bud Brown, die de functie 26 jaar lang bekleed had. DeWine diende in totaal acht jaar als afgevaardigde, waarin hij driemaal werd herkozen. Hij gaf zijn zetel in 1990 op toen hij door George Voinovich werd gevraagd om diens running mate te worden bij de gouverneursverkiezingen in Ohio. Het duo slaagde erin de verkiezingen te winnen en DeWine werd in januari 1991 aangesteld als luitenant-gouverneur.
Tijdens zijn periode als luitenant-gouverneur toonde DeWine meermaals zijn ambities voor een plaats in de Amerikaanse Senaat. Zo daagde hij bij de congresverkiezingen van 1992 de zittende senator John Glenn uit, die hem echter versloeg en zijn zetel behield. Twee jaar later lukte het DeWine wel de vrijgekomen senaatszetel van Howard Metzenbaum te bemachtigen. Twee maanden voor het verstrijken van zijn ambtstermijn als luitenant-gouverneur vertrok hij terug naar Washington. In 2000 werd hij als senator herkozen voor een tweede zesjarige termijn.
In 2006 probeerde DeWine wederom herkozen te worden, maar leed een nederlaag tegen zijn Democratische tegenstrever Sherrod Brown. Na twaalf jaar in de Senaat kwam hij noodgedwongen terug naar Ohio, waar hij als leerkracht actief was op verschillende universiteiten. Ook was hij werkzaam op een advocatenkantoor en adviseur van John McCain tijdens diens campagne voor de Amerikaanse presidentsverkiezingen van 2008.
In 2010 werd DeWine verkozen tot attorney general (minister van justitie) van Ohio. Hij oefende deze functie gedurende acht jaar uit onder gouverneur John Kasich.

### Gouverneur
In 2018 stelde DeWine zich verkiesbaar om gouverneur van Ohio te worden. Hij slaagde erin de Republikeinse voorverkiezing te winnen en moest het bij de algemene verkiezingen vervolgens opnemen tegen de Democraat Richard Cordray. Met ruim 50% van de stemmen werd DeWine uiteindelijk verkozen tot gouverneur. Op 14 januari 2019 werd hij ingezworen in de hoofdstad Columbus, als opvolger van zijn partijgenoot John Kasich.